# Circuito de Phillip Island
El circuito de Phillip Island es un circuito de carreras situado en la isla Phillip (Phillip Island), Victoria, Australia. Cada año recibe al Gran Premio de Australia de Motociclismo del Campeonato Mundial de Motociclismo, al Campeonato Mundial de Superbikes y al V8 Supercars. De 4.445 metros de recorrido, el récord de vuelta de Philip Island es de 1'24.221 en manos de Simon Wills al volante de un Fórmula Holden.
En las décadas de 1920 y 1930, la isla había sido sede de carreras de motociclismo de velocidad en circuitos de ruta. El circuito actual se inauguró en 1956, pero por diversos problemas se cerró dos veces, su re inauguración sucedió en 1966 y en 1989. El Mundial de Motociclismo se corrió por primera vez en 1989, y la primera del Mundial de Superbikes en 1990.